# Cristian Oroș
Cristian Oroș (n. 15 octombrie 1984, Sighetu Marmației, Maramureș, România) este un fotbalist român liber de contract, care joacă pe post de fundaș central. Pe plan internațional, are prezențe la națională pentru România. A debutat în Liga I în meciul FC Brașov - Unirea Urziceni 1-0 pe 26 iulie 2008, meci în care a și înscris unicul gol al partidei.

## Palmares
FC Brașov
- Liga a II-a (1): 2007–2008

Astra Giurgiu
- Liga I (1): 2015-16
- Supercupa României (1): 2016